# Chlerogelloides
Chlerogelloides är ett släkte av bin. Chlerogelloides ingår i familjen vägbin.
Kladogram enligt Catalogue of Life:
| Chlerogelloides | \| \| Chlerogelloides femoralis \| \| \| \| \| \| Chlerogelloides simplex \| \| \| \| |
|                 | \| \| Chlerogelloides femoralis \| \| \| \| \| \| Chlerogelloides simplex \| \| \| \| |
|                 | Chlerogelloides femoralis                                                             |
|                 |                                                                                       |
|                 | Chlerogelloides simplex                                                               |
|                 |                                                                                       |